# Torneo Apertura 2018 de Segunda División (Venezuela)
El Torneo Apertura es el primero de las tres fases de la Segunda División de Venezuela 2018 de fútbol.

## Aspectos Generales

### Modalidad
La primera fase los 21 equipos están divididos en 2 grupos, por cercanía geográfica, de 10 equipos el Grupo Occidental y 11 equipos el Grupo Centro-Oriental; donde se enfrentan en formato de ida y vuelta contra cada rival del grupo. Esta fase se llama Torneo Apertura.

## Tablas de posiciones

### Grupo Occidental
|    | Equipo              | JJ | JG | JE | JP | GF | GC | PTS | DG  |
| -- | ------------------- | -- | -- | -- | -- | -- | -- | --- | --- |
| 1  | Hermanos Colmenares | 18 | 9  | 7  | 2  | 34 | 19 | 34  | 15  |
| 2  | Llaneros *          | 18 | 10 | 6  | 2  | 26 | 12 | 33  | 14  |
| 3  | Unión Local Andina  | 18 | 9  | 5  | 4  | 30 | 15 | 32  | 15  |
| 5  | Ureña SC            | 18 | 8  | 2  | 8  | 19 | 19 | 26  | 0   |
| 4  | Yaracuyanos         | 18 | 6  | 7  | 5  | 29 | 27 | 25  | 2   |
| 7  | Deportivo JBL       | 18 | 5  | 7  | 6  | 17 | 25 | 22  | -8  |
| 6  | El Vigía FC         | 18 | 4  | 7  | 7  | 28 | 35 | 19  | -7  |
| 8  | Real Frontera SC    | 18 | 5  | 3  | 10 | 19 | 26 | 18  | -7  |
| 9  | Titanes FC          | 18 | 3  | 7  | 8  | 12 | 24 | 16  | -12 |
| 10 | Atlético Falcón     | 18 | 4  | 3  | 11 | 19 | 31 | 15  | -12 |

*Menos 3 puntos por Decisión 180111 PST VEN ZH/Comisión de Disciplina de la FIFA

#### Resultados
- Los horarios corresponden a la hora local de Venezuela (UTC−04:00)

Calendario sujeto a cambios
Primera Vuelta
| El Vigía FC      | 0 : 4 | Ureña SC            | Ramón "Gato" Hernández  | 21 de marzo | 11:00 |
| Yaracuyanos FC   | 2 : 2 | Hermanos Colmenárez | Florentino Oropeza      | 21 de marzo | 15:00 |
| Real Frontera SC | 2 : 1 | ULA FC              | Pedro Rafael Chávez     | 21 de marzo | 15:00 |
| UA Falcón        | 0 : 1 | Titanes FC          | Pedro Emilio Conde      | 21 de marzo | 15:30 |
| Deportivo JBL    | 0 : 0 | Llaneros de Guanare | José "Pachencho" Romero | 21 de marzo | 16:00 |

| ULA FC              | 2 : 1 | Yaracuyanos FC      | Urpiano Cobus           | 11 de abril | 11:30 |
| Ureña SC            | 0 : 1 | Llaneros de Guanare | UCAT                    | 11 de abril | 15:00 |
| UA Falcón           | 3 : 3 | Deportivo JBL       | Pedro Emilio Conde      | 11 de abril | 15:30 |
| Titanes FC          | 0 : 2 | Real Frontera SC    | José "Pachencho" Romero | 11 de abril | 15:30 |
| Hermanos Colmenárez | 2 : 2 | El Vigía FC         | Reinaldo Melo           | 12 de abril | 15:30 |

| El Vigía Fc         | 2 : 3 | ULA FC                | Ramón "Gato" Hernandez  | 22 de abril | 11:00 |
| Yaracuyanos FC      | 4 : 1 | Titanes FC            | Florentino Oropeza      | 22 de abril | 15:00 |
| Real Frontera SC    | 0 : 0 | UA Falcón             | Pedro Rafael Chávez     | 22 de abril | 15:00 |
| Llaneros de Guanare | 0 : 3 | \|Hermanos Colmenarez | Rafael Calles Pinto     | 22 de abril | 15:30 |
| Deportivo JBL       | 1 : 0 | Ureña SC              | José "Pachencho" Romero | 22 de abril | 16:00 |

| Real Frontera SC    | 0 : 0 | Deportivo JBL       | Pedro Rafael Chávez     | 3 de marzo | 15:00 |
| Titanes FC          | 0 : 0 | El Vigía FC         | José "Pachencho" Romero | 3 de marzo | 15:30 |
| Hermanos Colmenarez | 1 : 0 | Ureña SC            | Reinaldo Melo           | 3 de marzo | 15:30 |
| UA Falcón           | 0 : 1 | Yaracuyanos FC      | Pedro Emilio Conde      | 3 de marzo | 15:30 |
| ULA FC              | 0 : 0 | Llaneros de Guanare | Urpiano Cobus           | 4 de marzo | 11:30 |

| Yaracuyanos FC      | 3 : 0 | Real Frontera SC    | Florentino Oropeza      | 10 de marzo | 15:00 |
| Ureña SC            | 0 : 0 | ULA FC              | UCAT                    | 10 de marzo | 15:00 |
| Deportivo JBL       | 0 : 1 | Hermanos Colmenarez | José "Pachencho" Romero | 10 de marzo | 16:00 |
| El Vigía FC         | 3 : 2 | UA Falcón           | Ramón "Gato" Hernandez  | 11 de marzo | 11:00 |
| Llaneros de Guanare | 3 : 0 | Titanes FC          | Rafael Calles Pinto     | 11 de marzo | 15:30 |

| Real Frontera  | 3 : 1 | El Vigía FC         | Pedro Rafael Chávez         | 17 de marzo | 15:00 |
| Yaracuyanos FC | 1 : 1 | Deportivo JBL       | Florentino Oropeza          | 17 de marzo | 15:30 |
| UA Falcon      | 0 : 1 | Llaneros de Guanare | Pedro Emilio Conde          | 17 de marzo | 15:30 |
| Titanes FC     | 1 : 2 | Ureña SC            | José "Pachencho" Romero     | 17 de marzo | 15:30 |
| ULA FC         | 1 : 1 | Hermanos Colmenárez | Estadio Guillermo Soto Rosa | 18 de marzo | 11:30 |

| Deportivo JBL       | 0 : 2 | ULA FC         | José "Pachencho" Romero | 24 de marzo | 16:00 |
| Ureña SC            | 0 : 2 | UA Falcon      | UCAT                    | 24 de marzo | 15:00 |
| El Vigía FC         | 2 : 2 | Yaracuyanos FC | Ramón "Gato" Hernandez  | 25 de marzo | 11:00 |
| Hermanos Colmenárez | 0 : 0 | Titanes FC     | Reinaldo Melo           | 25 de marzo | 15:30 |
| Llaneros de Guanare | 2 : 0 | Real Frontera  | Rafael Calles Pinto     | 25 de marzo | 15:30 |

| Real Frontera  | 0 : 1 | Ureña SC            | Pedro Rafael Chávez     | 7 de abril | 15:00 |
| Yaracuyanos FC | 0 : 0 | Llaneros de Guanare | Florentino Oropeza      | 7 de abril | 15:30 |
| UA Falcon      | 3 : 2 | Hermanos Colmenárez | Pedro Emilio Conde      | 7 de abril | 15:30 |
| Titanes FC     | 0 : 3 | ULA FC              | José "Pachencho" Romero | 7 de abril | 15:30 |
| El Vigía FC    | 2 : 0 | Deportivo JBL       | Ramón "Gato" Hernandez  | 8 de abril | 11:00 |

| Ureña SC            | 0 : 2 | Yaracuyanos FC | UCAT                        | 14 de abril | 15:00 |
| Hermanos Colmenarez | 5 : 2 | Real Frontera  | Reinaldo Melo               | 14 de abril | 15:30 |
| ULA FC              | 4 : 1 | UA Falcon      | Estadio Guillermo Soto Rosa | 15 de abril | 11:30 |
| Llaneros de Guanare | 1 : 1 | El Vigía FC    | Rafael Calles Pinto         | 15 de abril | 15:30 |
| Deportivo JBL       | 0 : 0 | Titanes FC     | José "Pachencho" Romero     | 15 de abril | 16:00 |

Segunda Vuelta
| Ureña SC            | 1 : 1 | El Vigía FC    | UCAT                        | 22 de abril | 15:00 |
| ULA FC              | 0 : 1 | Real Frontera  | Estadio Guillermo Soto Rosa | 22 de abril | 15:30 |
| Hermanos Colmenárez | 1 : 1 | Yaracuyanos FC | Reinaldo Melo               | 22 de abril | 15:30 |
| Titanes FC          | 0 : 0 | UA Falcon      | José "Pachencho" Romero     | 22 de abril | 15:30 |
| Llaneros de Guanare | 1 : 1 | Deportivo JBL  | Rafael Calles Pinto         | 23 de abril | 15:30 |

| Real Frontera       | 0 : 1 | Titanes FC          | Pedro Rafael Chávez     | 28 de abril | 15:00 |
| Yaracuyanos FC      | 2 : 2 | ULA FC              | Florentino Oropeza      | 28 de abril | 15:30 |
| Deportivo JBL       | 3 : 1 | UA Falcon           | José "Pachencho" Romero | 28 de abril | 16:00 |
| El Vigía FC         | 1 : 3 | Hermanos Colmenarez | Ramón "Gato" Hernandez  | 29 de abril | 11:00 |
| Llaneros de Guanare | 2 : 1 | Ureña SC            | Rafael Calles Pinto     | 29 de abril | 15:30 |

| ULA FC              | 2 : 1 | El Vigía FC         | Estadio Guillermo Soto Rosa | 2 de mayo | 11:30 |
| Ureña SC            | 1 : 2 | Deportivo JBL       | UCAT                        | 2 de mayo | 15:00 |
| Hermanos Colmenárez | 0 : 0 | Llaneros de Guanare | Reinaldo Melo               | 2 de mayo | 15:30 |
| Titanes FC          | 3 : 3 | Yaracuyanos FC      | José "Pachencho" Romero     | 2 de mayo | 15:30 |
| UA Falcon           | 2 : 1 | Real Frontera       | Pedro Emilio Conde          | 2 de mayo | 15:30 |

| Ureña SC            | 3 : 1 | Hermanos Colmenárez | UCAT                    | 5 de mayo | 15:00 |
| Yaracuyanos FC      | 1 : 0 | UA Falcon           | Florentino Oropeza      | 5 de mayo | 15:30 |
| Deportivo JBL       | 1 : 0 | Real Frontera       | José "Pachencho" Romero | 5 de mayo | 16:00 |
| El Vigía FC         | 3 : 1 | Titanes FC          | Ramón "Gato" Hernandez  | 6 de mayo | 11:00 |
| Llaneros de Guanare | 1 : 0 | ULA FC              | Rafael Calles Pinto     | 6 de mayo | 15:30 |

| ULA FC              | 3 : 0 | Ureña SC            | Estadio Guillermo Soto Rosa | 12 de mayo | 11:30 |
| Real Frontera       | 3 : 1 | Yaracuyanos FC      | Pedro Rafael Chávez         | 12 de mayo | 15:00 |
| Hermanos Colmenarez | 5 : 2 | Deportivo JBL       | Reinaldo Melo               | 12 de mayo | 15:30 |
| Titanes FC          | 1 : 0 | Llaneros de Guanare | José "Pachencho" Romero     | 12 de mayo | 15:30 |
| UA Falcon           | 3 : 1 | El Vigía FC         | Pedro Emilio Conde          | 12 de mayo | 15:30 |

| Ureña SC            | 1 : 0 | Titanes FC     | UCAT                    | 19 de mayo | 15:00 |
| Hermanos Colmenarez | 2 : 0 | ULA FC         | Reinaldo Melo           | 19 de mayo | 15:30 |
| Deportivo JBL       | 1 : 2 | Yaracuyanos FC | José "Pachencho" Romero | 19 de mayo | 16:00 |
| El Vigía FC         | 3 : 3 | Real Frontera  | Ramón "Gato" Hernandez  | 20 de mayo | 11:00 |
| Llaneros de Guanare | 5 : 1 | UA Falcon      | Rafael Calles Pinto     | 20 de mayo | 15:30 |

| ULA FC         | 5 : 0 | Deportivo JBL       | Estadio Guillermo Soto Rosa | 26 de mayo | 11:30 |
| Real Frontera  | 2 : 3 | Llaneros de Guanare | Pedro Rafael Chávez         | 26 de mayo | 15:00 |
| Titanes FC     | 2 : 2 | Hermanos Colmenárez | José "Pachencho" Romero     | 26 de mayo | 15:30 |
| UA Falcon      | 1 : 2 | Ureña SC            | Pedro Emilio Conde          | 26 de mayo | 15:30 |
| Yaracuyanos FC | 1 : 3 | El Vigía FC         | Florentino Oropeza          | 26 de mayo | 15:30 |

| Ureña SC            | 1 : 0 | Real Frontera  | UCAT                        | 2 de junio | 15:30 |
| Hermanos Colmenarez | 2 : 0 | UA Falcon      | Reinaldo Melo               | 2 de junio | 15:30 |
| Deportivo JBL       | 1 : 1 | El Vigía FC    | José "Pachencho" Romero     | 2 de junio | 15:30 |
| ULA FC              | 1 : 1 | Titanes FC     | Estadio Guillermo Soto Rosa | 2 de junio | 15:30 |
| Llaneros de Guanare | 4 : 1 | Yaracuyanos FC | Rafael Calles Pinto         | 2 de junio | 15:30 |

| Titanes FC     | 0 : 1 | Deportivo JBL       | José "Pachencho" Romero | 9 de junio | 15:30 |
| UA Falcon      | 0 : 1 | ULA FC              | Pedro Emilio Conde      | 9 de junio | 15:30 |
| Real Frontera  | 0 : 1 | Hermanos Colmenarez | Pedro Rafael Chávez     | 9 de junio | 15:30 |
| Yaracuyanos FC | 1 : 2 | Ureña SC            | Florentino Oropeza      | 9 de junio | 15:30 |
| El Vigía FC    | 1 : 3 | Llaneros de Guanare | Ramón "Gato" Hernandez  | 9 de junio | 15:30 |

### Grupo Centro-Oriental
|    | Equipo                   | JJ | JG | JE | JP | GF | GC | PTS | DG  |
| -- | ------------------------ | -- | -- | -- | -- | -- | -- | --- | --- |
| 1  | Yaracuy FC               | 20 | 12 | 3  | 5  | 40 | 22 | 39  | 18  |
| 2  | Chicó Guayana            | 20 | 11 | 5  | 4  | 29 | 16 | 38  | 13  |
| 3  | Gran Valencia            | 20 | 10 | 4  | 6  | 23 | 19 | 34  | 4   |
| 4  | Petare FC                | 20 | 9  | 5  | 6  | 34 | 22 | 32  | 12  |
| 5  | Libertador FC            | 20 | 8  | 7  | 5  | 27 | 18 | 31  | 9   |
| 7  | Angostura FC             | 20 | 6  | 5  | 9  | 21 | 27 | 23  | -6  |
| 8  | UCV FC                   | 20 | 6  | 5  | 9  | 22 | 31 | 23  | -9  |
| 6  | Petroleros de Anzoátegui | 20 | 7  | 2  | 11 | 25 | 38 | 23  | -13 |
| 11 | Lala FC                  | 20 | 5  | 6  | 9  | 26 | 28 | 21  | -2  |
| 9  | Margarita FC             | 20 | 4  | 8  | 8  | 23 | 26 | 20  | -3  |
| 10 | Atlético Furrial         | 20 | 6  | 2  | 12 | 19 | 42 | 20  | -23 |

#### Resultados
- Los horarios corresponden a la hora local de Venezuela (UTC−04:00)

Calendario sujeto a cambios
Primera Vuelta
| Angostura FC             | 1 : 1    | UCV FC       | Ricardo Tulio Maya      | 21 de marzo | 15:00    |
| Libertador FC            | 1 : 1    | Lala FC      | CD Fray Luis            | 21 de marzo | 15:00    |
| Chicó de Guayana FC      | 2 : 1    | Margarita FC | Estadio Cachamay        | 21 de marzo | 15:00    |
| Petroleros de Anzoátegui | 1 : 2    | CA Furrial   | José Antonio Anzoátegui | 21 de marzo | 15:00    |
| Deportivo Petare         | 4 : 1    | Yaracuy FC   | CD Fray Luis            | 22 de marzo | 15:00    |
| Gran Valencia            | Descansa | Descansa     | Descansa                | Descansa    | Descansa |

| LALA FC       | 2 : 1    | Deportivo Petare         | Estadio Cachamay          | 11 de abril |          |
| Yaracuy FC    | 4 : 2    | Petroleros de Anzoátegui | Florentino Oropeza        | 11 de abril |          |
| Margarita FC  | 3 : 1    | Gran Valencia            | Ciudad Deportiva Pampatar | 11 de abril |          |
| CA Furrial    | 0 : 2    | Angostura FC             | Alexander Comanche Botiní | 11 de abril |          |
| UCV FC        | 1 : 2    | Chicó de Guayana FC      | Cocodrilos Sport Park     | 11 de abril |          |
| Libertador FC | Descansa | Descansa                 | Descansa                  | Descansa    | Descansa |

| Gran Valencia            | 2 : 0    | UCV FC        | Guiseppe Antonelli      | 22 de abril | 15:00    |
| Petroleros de Anzoátegui | 3 : 2    | Lala FC       | José Antonio Anzoátegui | 22 de abril | 15:00    |
| Deportivo Petare         | 0 : 2    | Libertador FC | CD Fray Luis            | 23 de abril | 15:00    |
| Angostura FC             | 0 : 1    | Yaracuy FC    | Ricardo Tulio Maya      | 23 de abril | 16:00    |
| Chicó de Guayana FC      | 4 : 1    | CA Furrial    | Estadio Cachamay        | 24 de abril | 15:00    |
| Margarita FC             | Descansa | Descansa      | Descansa                | Descansa    | Descansa |

| Libertador FC    | 1 : 0    | Petroleros de Anzoátegui | Brígido Iriarte           | 2 de marzo | 19:00    |
| LALA FC          | 3 : 1    | Angostura FC             | Estadio Cachamay          | 3 de marzo | 15:00    |
| Yaracuy FC       | 0 : 0    | Chicó de Guayana FC      | Florentino Oropeza        | 3 de marzo | 15:30    |
| CA Furrial       | 0 : 1    | Gran Valencia            | Alexander Comanche Botiní | 4 de marzo | 15:00    |
| UCV FC           | 1 : 1    | Margarita FC             | Cocodrilos Sport Park     | 4 de marzo | 16:00    |
| Deportivo Petare | Descansa | Descansa                 | Descansa                  | Descansa   | Descansa |

| Chicó de Guayana FC      | 1 : 1    | Lala FC          | Estadio Cachamay          | 9 de marzo  | 15:00    |
| Petroleros de Anzoátegui | 3 : 0    | Deportivo Petare | José Antonio Anzoátegui   | 9 de marzo  | 15:00    |
| Angostura FC             | 0 : 1    | Libertador FC    | Ricardo Tulio Maya        | 10 de marzo | 15:00    |
| Gran Valencia            | 1 : 0    | Yaracuy FC       | Guiseppe Antonelli        | 10 de marzo | 15:00    |
| Margarita FC             | 0 : 1    | CA Furrial       | Ciudad Deportiva Pampatar | 10 de marzo | 15:30    |
| UCV FC                   | Descansa | Descansa         | Descansa                  | Descansa    | Descansa |

| Deportivo Petare         | 4 : 1    | Angostura FC        | Cocodrilos Sport Park         | 13 de marzo | 15:00    |
| Libertador FC            | 2 : 2    | Chico de Guayana FC | CD Fray Luis                  | 14 de marzo | 13:00    |
| LALA FC                  | 2 : 1    | Gran Valencia FC    | Estadio Cachamay              | 14 de marzo | 15:00    |
| CA Furrial               | 3 : 1    | UCV FC              | Estadio Monumental de Maturin | 14 de marzo | 15:00    |
| Yaracuy FC               | 2 : 0    | Margarita FC        | Estadio Florentino Oropeza    | 14 de marzo | 15:30    |
| Petroleros de Anzoátegui | Descansa | Descansa            | Descansa                      | Descansa    | Descansa |

| Gran Valencia FC    | 0 : 0    | Libertador FC            | Guiseppe Antonelli        | 17 de marzo | 15:00    |
| Angostura FC        | 6 : 2    | Petroleros de Anzoátegui | Ricardo Tulio Maya        | 17 de marzo | 15:00    |
| Margarita FC        | 2 : 1    | Lala FC                  | Ciudad Deportiva Pampatar | 17 de marzo | 15:30    |
| Chico de Guayana FC | 0 : 1    | Deportivo Petare         | Estadio Cachamay          | 18 de marzo | 15:00    |
| UCV FC              | 0 : 1    | Yaracuy FC               | Cocodrilos Sport Park     | 18 de marzo | 16:00    |
| CA Furrial          | Descansa | Descansa                 | Descansa                  | Descansa    | Descansa |

| Lala FC                  | 1 : 1    | UCV FC              | Estadio Cachamay        | 25 de marzo | 15:00    |
| Petroleros de Anzoátegui | 1 : 2    | Chico de Guayana FC | José Antonio Anzoátegui | 25 de marzo | 15:00    |
| Angostura FC             | Descansa | Descansa            | Descansa                | Descansa    | Descansa |

| CA Furrial          | 0 : 3    | LALA FC                  | Estadio Monumental de Maturin | 4 de abril | 15:00    |
| Gran Valencia FC    | 1 : 3    | Petroleros de Anzoátegui | Guiseppe Antonelli            | 4 de abril | 15:00    |
| Margarita FC        | 1 : 2    | Deportivo Petare         | Ciudad Deportiva Pampatar     | 4 de abril | 15:00    |
| Chico de Guayana FC | 0 : 1    | Angostura FC             | Estadio Cachamay              | 4 de abril | 15:00    |
| UCV FC              | 1 : 0    | Libertador FC            | Cocodrilos Sport Park         | 4 de abril | 16:00    |
| Yaracuy FC          | Descansa | Descansa                 | Descansa                      | Descansa   | Descansa |

| Angostura FC             | 0 : 0    | Gran Valencia FC | Ricardo Tulio Maya      | 7 de abril | 16:00    |
| Deportivo Petare         | 1 : 1    | UCV FC           | Cocodrilos Sport Park   | 8 de abril | 15:00    |
| Petroleros de Anzoátegui | 1 : 1    | Margarita FC     | José Antonio Anzoátegui | 8 de abril | 15:00    |
| Libertador FC            | 0 : 0    | CA Furrial       | CD Fray Luis            | 8 de abril | 15:00    |
| Lala FC                  | 0 : 2    | Yaracuy FC       | Estadio Cachamay        | 9 de abril | 15:00    |
| Chicó de Guayana FC      | Descansa | Descansa         | Descansa                | Descansa   | Descansa |

| Margarita FC     | 1 : 1    | Angostura FC             | Ciudad Deportiva Pampatar     | 14 de abril | 15:00    |
| Gran Valencia FC | 1 : 0    | Chico de Guayana FC      | Guiseppe Antonelli            | 14 de abril | 15:00    |
| Yaracuy FC       | 1 : 0    | Libertador FC            | Estadio Florentino Oropeza    | 14 de abril | 15:30    |
| CA Furrial       | 1 : 1    | Deportivo Petare         | Estadio Monumental de Maturin | 15 de abril | 15:00    |
| UCV FC           | 2 : 0    | Petroleros de Anzoátegui | Cocodrilos Sport Park         | 15 de abril | 16:00    |
| Lala FC          | Descansa | Descansa                 | Descansa                      | Descansa    | Descansa |

Segunda Vuelta
| Margarita FC  | 1 : 1    | Chico de Guayana FC      | Ciudad Deportiva Pampatar     | 19 de abril | 15:00    |
| CA Furrial    | 0 : 2    | Petroleros de Anzoátegui | Estadio Monumental de Maturin | 19 de abril | 15:00    |
| Lala FC       | 2 : 4    | Libertador FC            | Estadio Cachamay              | 19 de abril | 15:00    |
| Yaracuy FC    | 4 : 0    | Deportivo Petare         | Estadio Florentino Oropeza    | 19 de abril | 15:30    |
| UCV FC        | 1 : 0    | Angostura FC             | Cocodrilos Sport Park         | 19 de abril | 16:00    |
| Gran Valencia | Descansa | Descansa                 | Descansa                      | Descansa    | Descansa |

| Gran Valencia            | 1 : 0    | Margarita FC | Guiseppe Antonelli      | 28 de abril | 15:00    |
| Angostura FC             | 3 : 1    | CA Furrial   | Ricardo Tulio Maya      | 28 de abril | 15:00    |
| Deportivo Petare         | 0 : 0    | Lala FC      | Cocodrilos Sport Park   | 29 de abril | 11:00    |
| Petroleros de Anzoátegui | 1 : 4    | Yaracuy FC   | José Antonio Anzoátegui | 29 de abril | 15:00    |
| Chicó de Guayana FC      | 2 : 1    | UCV FC       | Estadio Cachamay        | 29 de abril | 15:00    |
| Libertador FC            | Descansa | Descansa     | Descansa                | Descansa    | Descansa |

| CA Furrial    | 1 : 5    | Chicó de Guayana FC      | Estadio Monumental de Maturin | 2 de mayo | 15:00    |
| Lala FC       | :        | Petroleros de Anzoátegui | Estadio Cachamay              | 2 de mayo | 15:00    |
| Libertador FC | 1 : 0    | Deportivo Petare         | CD Fray Luis                  | 2 de mayo | 15:00    |
| Yaracuy FC    | 4 : 0    | Angostura FC             | Estadio Florentino Oropeza    | 2 de mayo | 15:30    |
| UCV FC        | 0 : 1    | Gran Valencia            | Cocodrilos Sport Park         | 2 de mayo | 16:00    |
| Margarita FC  | Descansa | Descansa                 | Descansa                      | Descansa  | Descansa |

| Angostura FC             | 2 : 0    | Lala FC       | Ricardo Tulio Maya        | 5 de mayo | 15:00    |
| Gran Valencia            | 2 : 0    | CA Furrial    | Guiseppe Antonelli        | 5 de mayo | 15:00    |
| Margarita FC             | 2 : 2    | UCV FC        | Ciudad Deportiva Pampatar | 5 de mayo | 15:00    |
| Petroleros de Anzoátegui | 1 : 1    | Libertador FC | José Antonio Anzoátegui   | 6 de mayo | 15:00    |
| Chicó de Guayana FC      | 2 : 0    | Yaracuy FC    | Estadio Cachamay          | 6 de mayo | 15:00    |
| Deportivo Petare         | Descansa | Descansa      | Descansa                  | Descansa  | Descansa |

| Deportivo Petare | 4 : 0    | Petroleros de Anzoátegui | Cocodrilos Sport Park         | 11 de mayo | 15:00    |
| Lala FC          | 0 : 1    | Chicó de Guayana FC      | Estadio Cachamay              | 12 de mayo | 15:00    |
| Yaracuy FC       | 3 : 1    | Gran Valencia            | Estadio Florentino Oropeza    | 12 de mayo | 15:30    |
| CA Furrial       | 1 : 0    | Margarita FC             | Estadio Monumental de Maturin | 13 de mayo | 15:00    |
| Libertador FC    | 1 : 1    | Angostura FC             | CD Fray Luis                  | 13 de mayo | 15:00    |
| UCV FC           | Descansa | Descansa                 | Descansa                      | Descansa   | Descansa |

| Angostura FC             | 1 : 1    | Deportivo Petare | Ricardo Tulio Maya        | 16 de mayo | 15:00    |
| Chico de Guayana FC      | 2 : 1    | Libertador FC    | Estadio Cachamay          | 16 de mayo | 15:00    |
| Gran Valencia FC         | 1 : 1    | Lala FC          | Guiseppe Antonelli        | 16 de mayo | 15:00    |
| Margarita FC             | 2 : 2    | Yaracuy FC       | Ciudad Deportiva Pampatar | 16 de mayo | 15:00    |
| UCV FC                   | 3 : 2    | CA Furrial       | Cocodrilos Sport Park     | 16 de mayo | 16:00    |
| Petroleros de Anzoátegui | Descansa | Descansa         | Descansa                  | Descansa   | Descansa |

| Lala FC                  | 1 : 2    | Margarita FC        | Estadio Cachamay           | 19 de mayo | 15:00 |
| Libertador FC            | 1 : 1    | Gran Valencia FC    | CD Fray Luis               | 19 de mayo | 15:00 |
| Yaracuy FC               | 5 : 1    | UCV FC              | Estadio Florentino Oropeza | 19 de mayo | 15:30 |
| Deportivo Petare         | 0 : 0    | Chico de Guayana FC | Cocodrilos Sport Park      | 20 de mayo | 11:00 |
| Petroleros de Anzoátegui | 1 : 0    | Angostura FC        | José Antonio Anzoátegui    | 20 de mayo | 15:00 |
| CA Furrial               | Descansa | Descansa            | Descansa                   | 20 de mayo |       |

| Margarita FC        | 3 : 1    | Libertador FC            | Ciudad Deportiva Pampatar     | 26 de mayo | 15:00    |
| Gran Valencia FC    | 0 : 3    | Deportivo Petare         | Guiseppe Antonelli            | 26 de mayo | 15:00    |
| CA Furrial          | 1 : 0    | Yaracuy FC               | Estadio Monumental de Maturin | 27 de mayo | 15:00    |
| Chico de Guayana FC | 0 : 1    | Petroleros de Anzoátegui | Estadio Cachamay              | 27 de mayo | 15:00    |
| UCV FC              | 1 : 0    | Lala FC                  | Cocodrilos Sport Park         | 27 de mayo | 16:00    |
| Angostura FC        | Descansa | Descansa                 | Descansa                      | Descansa   | Descansa |

| Deportivo Petare         | 2 : 1    | Margarita FC        | Cocodrilos Sport Park   | 30 de mayo | 11:00    |
| Lala FC                  | 1 : 2    | CA Furrial          | Estadio Cachamay        | 30 de mayo | 15:00    |
| Petroleros de Anzoátegui | 0 : 1    | Gran Valencia FC    | José Antonio Anzoátegui | 30 de mayo | 15:00    |
| Angostura FC             | 0 : 1    | Chico de Guayana FC | Ricardo Tulio Maya      |            | 15:00    |
| Libertador FC            | 1 : 2    | UCV FC              | CD Fray Luis            |            | 15:00    |
| Yaracuy FC               | Descansa | Descansa            | Descansa                | Descansa   | Descansa |

| Gran Valencia FC | 4 : 0    | Angostura FC             | Guiseppe Antonelli            | 6 de junio | 15:00    |
| UCV FC           | 1 : 3    | Deportivo Petare         | Cocodrilos Sport Park         | 6 de junio | 15:00    |
| Margarita FC     | 1 : 1    | Petroleros de Anzoátegui | Ciudad Deportiva Pampatar     | 6 de junio | 15:00    |
| CA Furrial       | 1 : 3    | Libertador FC            | Estadio Monumental de Maturin | 6 de junio | 15:00    |
| Yaracuy FC       | 2 : 2    | Lala FC                  | Estadio Florentino Oropeza    | 6 de junio | 15:00    |
| Chicó de Guayana | Descansa | Descansa                 | Descansa                      | Descansa   | Descansa |

| Angostura FC             | 1 : 0    | Margarita FC     | Ricardo Tulio Maya      | 10 de junio | 15:00    |
| Chico de Guayana FC      | 2 : 1    | Gran Valencia FC | Estadio Cachamay        | 10 de junio | 15:00    |
| Libertador FC            | 3 : 0    | Yaracuy FC       | CD Fray Luis            | 10 de junio | 15:00    |
| Deportivo Petare         | 6 : 0    | CA Furrial       | Cocodrilos Sport Park   | 10 de junio | 15:00    |
| Petroleros de Anzoátegui | 3 : 1    | UCV FC           | José Antonio Anzoátegui | 10 de junio | 15:00    |
| Lala FC                  | Descansa | Descansa         | Descansa                | Descansa    | Descansa |

## Semifinal

### Yaracuy FC - Llaneros EF
| 12 de junio | Llaneros de Guanare  | 1:0 (1:0) | Yaracuy F.C. | Rafael Calles Pinto, Guanare                           |                                                        |
|             | Diosberth Rivero 11' |           |              | Asistencia: 790 espectadores Árbitro(s): Eduardo Mármo | Asistencia: 790 espectadores Árbitro(s): Eduardo Mármo |

| 17 de junio de 2018, 15:30 | Yaracuy F.C. | 0:3 (Global 0:4) | Llaneros de Guanare | Florentino Oropeza, San Felipe |  |

### Hermanos Colmenárez - Chicó de Guayana
| 12 de junio | Chicó de Guayana    | 2:0 (2:0) | Hermanos Colmenárez | CTE Cachamay, Puerto Ordaz                               |                                                          |
|             | Diego Vidal 16' 23' |           |                     | Asistencia: 405 espectadores Árbitro(s): Roger Arredondo | Asistencia: 405 espectadores Árbitro(s): Roger Arredondo |

| 17 de junio | Hermanos Colmenárez | 1:1 (Global 1:3) | Chicó de Guayana | Reinaldo Melo, Barinas |  |

## Final

### Chicó de Guayana - Llaneros de Guanare
| 24 de junio | Llaneros de Guanare | 1:1 (0:1) | Chicó de Guayana | Rafael Calles Pinto, Guanare |  |

| 1 de julio | Chicó de Guayana | 0:1 (0:0) (Global 1:2) | Llaneros de Guanare  | CTE Cachamay, Puerto Ordaz                                |                                                           |
|            |                  |                        | 77' Darvis Rodríguez | Asistencia: 2.230 espectadores Árbitro(s): Yender Herrera | Asistencia: 2.230 espectadores Árbitro(s): Yender Herrera |

## Estadísticas

### Tabla de Goleadores
| Delantero                                  | Heiber Díaz      | ULA FC         | 13 |
| Centrocampista                             | Leonardo Becerra | Yaracuyanos FC | 13 |
| Delantero                                  | Omar Perdomo     | Libertador FC  | 11 |
| Delantero                                  | Diego Vidal      | Chicó FC       | 10 |
| Delantero                                  | Julio Caicedo    | Ureña SC       | 10 |
| Última actualización: 24 de junio de 2018. |                  |                |    |